# Krzywy Kołek
Krzywy Kołek – osada leśna w Polsce położona w województwie mazowieckim, w powiecie płockim, w gminie Nowy Duninów.
W latach 1975–1998 miejscowość należała administracyjnie do województwa płockiego.